# 什文喬尼斯
什文喬尼斯是立陶宛的城市，距離首都維爾紐斯84公里，由維爾紐斯縣負責管轄，海拔高度230米，面積6.13平方公里，2010年人口5,512，其中約三分之一居民是波蘭人。

## 外部連結
- Official Website （页面存档备份，存于）
- Nalšia museum （页面存档备份，存于）